# Maria Naganawa
Maria Naganawa (Prefettura di Aichi, 5 agosto 1995) è una doppiatrice giapponese affiliata all'I'm Enterprise.

## Doppiaggio

### Serie televisive d'animazione
- Fumino Serizawa in Mayoi Neko Overrun! (2010)
- Theiamillis "Theia" Gre Fortorthe in Invaders of the Rokujyoma!? (2014)
- Shion Tachibana in Ani tore! EX (2015)
- Masako Negishi in Komori-san Can't Decline! (2015)
- Ai Matsushima in Magical Somera-chan (2015)
- La Krushe in Saijaku muhai no Bahamut (2016)
- Tamaki Honda in Magic of Stella (2016)
- Komekko in Konosuba! - This Wonderful World (2017)
- Kanna Kamui in Miss Kobayashi's Dragon Maid (2017, 2021)
- Piastrine in Cells at Work! - Lavori in corpo (2018)
- Kamuri Sengoku in Slow Start (2018)
- Saku Momoi in Joshi kōsei no mudazukai (2019)
- Serura Dobe in Yatogame-chan kansatsu nikki (2019-2022)
- Alicia in Tantei wa mō, shinde iru. (2021)
- Blanche de Médicis in Parallel World Pharmacy (2022)
- Shizuka Yoshimoto in Le 100 ragazze che ti amano tanto tanto tanto tanto tanto (2023)
- Welcie in The Wrong Way to Use Healing Magic (2024)
- Komugi Inukai/Cure Wonderful in Wonderful Pretty Cure! (2024-2025)

### Film d'animazione
- Komekko in Kono subarashii sekai ni shukufuku o! Kurenai densetsu (2019)
- Komugi Inukai / Cure Wonderful in Wonderful Pretty Cure! The Movie! - Dokidoki game no sekai de daibōken! (2024)

### Videogiochi
- Mito Aino in Magia Record (2018)
- Pretty Change in The King of Fighters All Star (2019)
- Yuzu in Mahjong Soul (2019)
- Koharu in Dead or Alive Xtreme 3 (2021)
- Wandus in Granblue Fantasy (2021)
- Amy, Raphaela, Kanna Kamui in Alchemy Stars (2022)
- Mary Anning in Fate/Grand Order (2022)
- Verina in Pokémon Masters EX (2024)